# Roman Bürki
Roman Bürki (født d. 14. november 1990) er en professionel fodboldspiller fra Schweiz, der har siden 2015 spillet som målmand for Borussia Dortmund.